# 소망교회
소망교회(所望敎會)는 서울시 강남구 신사동에 위치한 대한예수교장로회(통합) 서울강남노회 소속 교회이다. 1977년 곽선희 목사를 포함한 교인 11명이 삼일기도회로 모이면서 시작되었으며, 1978년 압구정동 현대아파트 상가에서 창립예배를 드리다가 1981년 현재의 교회 부지에 예배당을 건립하였다.
경기도 광주시에 소망수양관이 있으며 2003년부터  김지철 목사가 2대 담임목사를 맡았고, 2019년부터는 김경진 목사가 3대 담임 목사로 시무하고 있다.

## 예배
소망교회의 예배의 특징을 한마디로 요약하자면 엄숙과 절제라고 할 수 있다.
(은퇴목사인 김지철 목사는 소망교회 예배를 '절제된 경건의 예배'라고 말한 바 있다.)

### 특징
소망교회 예전은 초대교회로부터 내려오는 예배의 4중구조(‘예배를 위한 나아감’ ‘말씀의 증언’ ‘성찬식’ ‘파송’)를 대체로 지키고 있다. 다만 교회의 규모탓인지 매주 성찬이 거행되지는 않으며, 나아감, 말씀, 감사, 파송의 변형된 4중 구조를 지킨다고 보아야 할 것이다.
하지만 초대교회로부터 이어져온 전통적 기독교 전례와 기독교 신학에 따른 1년의 구조화인 교회력의 진수를 경험하려면 역시 가톨릭이나 고교회파 성공회를 참고하는 것이 타당하다. 장로교 내에서 따지려고 해도, 한국에서 예전적 예배의 대표주자는 장충동 경동교회라는 데 이견이 있기 어렵다.  사실 소망교회 예배 순서를 보면 초대교회의 예배구조라기보다는 칼뱅의 제네바 예전을 따르는 것을 알 수 있다.
주일예배의 '참회의 기도'는 소망교회 예전에서 가장 특징적인 부분이다. 참회기도는 먼저 인도자가 약 3분 30초가량 모두가 보편적이고 일상적으로 짓게 되는 죄에 대해 고백하고, 이후 인도자의 '이제 나와 주님만이 알고 있는 죄를 침묵 가운데 고백합니다'라는 말과 함께 1분가량 침묵 속에 참회를 계속한다. (인도자의 참회기도문을 살펴보면 내용이나 단어의 선택 등 고뇌의 흔적이 보이는데, 담임목사의 참회기도는 성도들에게 큰 인기를 얻어 도서로도 출판되었다.)

## 역대 담임 목사
- 제1대 : 곽선희 목사 (1977~2003)
- 제2대 : 김지철 목사 (2003~2018)
- 제3대: 김경진 목사 (2019-     )

## 목회 철학
"하나님께서 기뻐하시는 성령의 교회"

### 1,2대 목사의 목회철학
[곽선희 1대 원로목사의 목회 철학]
```
1) 경건한 예배
2) 주일의 안식일화
3) 새벽 기도의 일상화
4) 가정의 교회화
5) 종말론적 가치관
6) 비귀족화
7) 행정의 민주화
8) 익명적 헌신
9) 자원적 봉사
10) 복음 안에서 행복한 교인
```

[김지철 2대 은퇴목사의 목회 철학]
```
1) 하나님 나라의 문화를 창출하는 교회
2) 예수 그리스도의 성품을 닮아 가는 교인
3) 예배, 성품교육, 성도의 교제, 나눔과 섬김
```

## 새벽기도와 소망교회의 영성
1978년 교회 설립당시에는 담임목사가 새벽기도회를 매일 인도하는 것이 흔하지 않았으나 (보통 부목사들이 새벽기도회를 인도), 당시 곽선희목사는 이북에서 어려서부터 드리던 새벽기도를 목회를 하면서도 하루도 쉬지 않는 모습을 보여 주었다.
이후 1대 곽선희 원로목사의 새벽기도를 이어받은 2대 김지철 은퇴목사는 담임목사로 재임중에 "소망교회의 영성은 바로 새벽기도회에 있다."고까지 말하였다.
소망교회가 1대에서 2대로 담임목사가 교체되는 가운데 분란이 없지는 않았으나, 교회가 분열되지 않은 이유도 바로 새벽기도의 영성 위에 굳게 선 수많은 평신도들이 흔들림없이 예배를 지켜 내었기 때문이다.

## 예배당, 말씀의 형상화
1) 야긴과 보아스 기둥 :  예배당 정면 계단 양쪽에 서 있는 2개의 기둥
```
 “그 두 기둥을 성전 앞에 세웠으니 왼쪽에 하나요 오른쪽에 하나라 오른쪽 것은 야긴-그가 세우신다-이라 부르고 왼쪽 것은 보아스-그에게 힘이 있다-라 불렀더라” (역대하3:17)
```

2) 화살모양의 종탑 :  소망교회를 지명하여 쏜 화살이 땅에 꽂혀 있는 형상의 종탑
```
 “내가 너를 지명하여 불렀나니 너는 내것이라” (이사야 43:1)
```

3) 언약의 무지개 모양의 스테일글라스 창문 :  예배당 측면에 있는 창문
```
 “내가 내 무지개를 구름 속에 두었나니 이것이 나와 세상 사이의 언약의 증거니라” (창세기 9:19) 
```

4) 야곱의 사다리 형상의 조명 :   본당안 천장 중앙에 직선형 사각형이 반복된 천장 조명
```
 "꿈에 본즉 사닥다리가 땅 위에 서 있는데 그 꼭대기가 하늘에 닿았고 또 본 즉 하나님의 사자들이 그 위에서 오르락내리락 하고” (창세기 28:12)   
```

5)  성경을 형상화한 강대상 :  강대상 윗부분은 두루마리 성경을 펼쳐놓은 형상이고, 이를 지탱하는 다리는 기도하는 두손이며, 두손 사이에 가림막처럼 있는 것은 시내산에서 모세 앞에 있었던 가시덤불을 의미함
```
 "하나님이 이르시되 이리로 가까이 오지 말라 네가 선 곳은 거룩한 땅이니 네 발에서 신을 벗으라" (출애굽기 3:5)
```

6) 강대상 뒤에 놓힌 나무숲 :  우주만물도 하나님의 피조물임을 말하는 듯함
```
 "태초에 하나님이 천지를 창조하시니라" (창세기 1:1)
```

7) 성육신을 형상화한 십자가 :  나무십자가는 육신을, 나무십자가에 감싸인 금속 십자가는 말씀을 의미  
```
 "말씀이 육신이 되어 우리 가운데 거하시매 우리가 그 영광을 보니 아버지의 독생자의 영광이요 은혜와 진리가 충만하더라" (요한복음 1:14)
```

## 소망수양관
소망교회 수양관은 1993년 12월 경기도 곤지암 건업리의 산 중턱에 세워졌다. 성도들의 헌금으로 지상 7층으로 지어진 수양관은 소망교회 성도들이 영적인 치유와 회복을 위해 그리고 교회학교의 수련회와 같은 공동체의 영적인 훈련을 위해 사용되었다.
건립 초기부터 수양관은 산자락의 아름다운 자연 속에 자리 잡고 있어 성도들의 많은 사랑을 받았다. 1000명을 수용하는 대형 예배당과 다양한 크기의 강의실, 식당, 여러 종류의 숙소로 수많은 집회와 수련회의 장소로 사용되었다.
2014년 소망교회는 수양관을 전면 리모델링하여 예배실, 식당, 강의실, 숙소, 로비 등 모든 시설을 새로이 정비하였다. 특히 2인실부터 8인실까지 다양한 크기의 모든 숙소에 화장실과 샤워실을 구비하여 성도와 이용자들이 쾌적하게 쉴 수 있는 공간으로 바꿔놓았다. 
이를 계기로 하여 소망교회 수양관은 소망교회 성도들을 위한 공간을 넘어 소망교회가 한국교회와 모든 성도들을 섬기는 공간으로 탈바꿈하였다. 
광주-원주간 제2영동고속도로가 뚫리고 동곤지암 톨게이트가 생기면서 서울에서의 접근이 20분 정도 단축되면서 더 많은 교인들과 단체들이 수양관을 찾고 있다. 
소망교회는 소망수양관을 이렇게 소개하고 있다.
소망수양관은 하나님을 만나는 곳입니다.
소망수양관은 치유와 회복이 있는 곳입니다.
소망수양관은 쉼과 재충전이 있는 곳입니다.
소망수양관은 사랑과 나눔이 있는 곳입니다.

## 소망복지재단
2001년 6월 소망교회는 소망복지재단을 설립하여, 장애인 시설 등을 운영해 오고 있다.
- 베데스다 :  지적,자폐성 장애인 생활시설 (2001년 개원)
- 소망J&P :   지적,자폐성 장애인 직업 재활시설 (2006년 개원)
- 소망그룹홈 :  지적, 자폐성 장애인 자립 재활시설 (2013년 개원)
- 서부노인전문요양센터는 2007년부터 위탁운영해오고 있음
- 수익사업으로 소망풍경 카페를 운영중 (2017년 개업)

## 2020년 성탄축하 음악예배
찬양 : 할렐루야 찬양대, 소망 오케스트라. 
지휘 : 임헌정 지휘자
https://www.youtube.com/watch?v=1Rb_IAO6Pd4

## 소망교회와 코로나19
2020년 2월 22일 오후, 대형교회 최초로 코로나바이러스감염증-19에 의해서 교회 예배당 사용을 중단했다. 이로인해, 예배는 인터넷으로 진행하고, 구내 전 시설들의 출입이 제한되었다. 
코로나바이러스감염증-19로 인한 인터넷예배를 처음드린 주일의 예배 헌금 전액을 대구경북 지역에 기부했다. 이는 3억 2천여만원에 해당하는 금액이다. 
경기도 광주 소재의 소망수양관을 코로나바이러스감염증-19 생활치료센터로 제공하였다. 2020년 12월 17일부터 총 120실 280병상 규모로 운영되고 있다. 
김경진 목사는 2020년 12월 10일 그의 코로나 목회서신에서 "각 지체마다 환자를 위한 병상이 모자라고 병상확보에 어려움을 겪고 있는 상황에서 우리교회도 고통당하는 이웃의 아픔을 외면할 수 없었다. 이웃의 아픔에 참여하고 세상을 섬기는 일은 교회의 본질적인 사명"이라고 하였다.